# Piszczane (hromada Sumy)
Piszczane (ukr. Піщане) – wieś na Ukrainie, w obwodzie sumskim, w rejonie sumskim, w hromadzie Sumy. W 2001 liczyła 1734 mieszkańców, spośród których 1634 wskazało jako ojczysty język ukraiński, 96 rosyjski, 1 mołdawski, a 3 białoruski.